# Hiroki Nakayama
Hiroki Nakayama (中山 博貴, Nakayama Hiroki) est un footballeur japonais né le 13 décembre 1985. Il évolue au poste de milieu de terrain.

## Palmarès
- Finaliste de la Coupe du Japon en 2011 avec le Kyoto Sanga